# Ctenophorus scutulatus
Ctenophorus scutulatus là một loài thằn lằn trong họ Agamidae. Loài này được Stirling & Zietz mô tả khoa học đầu tiên năm 1893.